# Маккей, Билли
Уильям Роберт Маккей (англ. William Robert "Billy" Mckay; род. 22 октября 1988, Корби, Нортгемптоншир) — североирландский футболист, нападающий клуба «Инвернесс Каледониан Тисл» и сборной Северной Ирландии.

## Клубная карьера
Маккей — воспитанник английского клуба «Лестер Сити». В 2008 году для получения игровой практики он на правах аренды выступал за «Хинкли Юнайтед». В 2009 году, так и не сумев выиграть конкуренцию, Билли перешёл в «Нортгемптон Таун». 8 августа в матче против «Маклсфилд Таун» он дебютировал во Второй английской лиге. 18 августа в поединке против «Аккрингтон Стэнли» Маккэй забил свой первый гол за «Нортгемптон».
Летом 2011 года Билли перешёл в шотландский «Инвернесс Каледониан Тисл». 27 августа в матче против «Килмарнока» он дебютировал в шотландской Премьер лиге. 4 августа в поединке против «Сент-Миррена» Маккей забил свой первый гол за «Инвернесс». В матчах против «Данди Юнайтед» и «Мотеруэлла» Билли сделал хет-трики. В следующем сезоне он помог клубу выйти в финал Кубка шотландской лиги, а также с двадцатью мячами стал вторым бомбардиром чемпионата.
В начале 2015 года Маккей перешёл в «Уиган Атлетик». 31 января в матче против «Ипсвич Таун» он дебютировал в Чемпионшипе. Летом того же года Билли на правах аренды перешёл в «Данди Юнайтед». 29 августа в матче против «Росс Каунти» он дебютировал за новую команду. 12 сентября в поединке против «Килмарнока» Маккей забил свой первый гол за «Данди Юнайтед», реализовав пенальти.
Летом 2016 года Билли был отдан в аренду в «Олдем Атлетик». 6 августа в матче против «Миллуолла» он дебютировал за новую команду. В начале 2017 года Маккей на правах аренды перешёл в «Инвернесс Каледониан Тисл». 31 января в матче против «Гамильтон Академикал» он дебютировал за новый клуб. 4 февраля в поединке против «Данди» Билли забил свой первый гол за «Инвернесс».
Летом того же года Маккей перешёл в «Росс Каунти». В матче против «Мотеруэлла» он дебютировал за новую команду. 10 марта 2018 года в поединке против «Килмарнока» Билли забил свой первый гол за «Росс Каунти».

## Карьера в сборной
6 февраля 2013 года в товарищеском матче против сборной Мальты Маккей дебютировал за сборную Северной Ирландии, заменив во втором тайме Шейна Фергюсона.